# 紫荆河 (大湟江)
紫荆河，位于中国广西壮族自治区桂平市北部，属于西江流域大湟江水系，发源于桂平市紫荆镇元安村紫荆山，主源深水与合水、田心水、花蕾水向南合流汇入金田电站上库，东南行与发源于太平山的小江汇合后流入金田电站下库，深水与合水、田心水、花蕾水、小江通称紫荆河五源。紫荆河过金田电站下库，干流分为三条支汊，东南流过金田镇金田村，于黄泥塘汇合，在武靖村横岭屯与南渌江相汇，最后于江口镇三合水汇入大湟江。河长51千米，落差844米，流域面积394平方千米。